# Damkarko
Pour les articles homonymes, voir Damkarko (homonymie).
Ne doit pas être confondu avec Damkarko II.
Damkarko – constitué de deux entités distinctes ou quartiers dits Damkarko-Birgui et Damkarko I – est une localité double située dans le département de Bouroum de la province du Namentenga dans la région Centre-Nord au Burkina Faso. 

## Géographie
La localité est constituée de deux entités distinctes, Damkarko-Birgui et Damkarko I, distantes d'environ 8 km. Elle n'est en revanche pas directement associée à Damkarko II.
Damkarko-Birgui est composé de centres d'habitations isolés situés sur la route allant de Retkoulga (à 4 km à l'est) vers Yalgo et Taparko (à 40 km) et est distant de 9 km de Bouroum, le chef-lieu du département. Tandis que Damkarko I est situé à la sortie des faubourgs de Bouroum, à 1 km au sud de la ville et du lac de retenu homonyme.

## Éducation et santé
Le centre de soins le plus proche de Damkarko-Birgui est le centre de santé et de promotion sociale (CSPS) de Retkoulga tandis que celui à proximité de Damkarko I est le CSPS de Bouroum. Le centre médical (CM) de la province se trouve à Tougouri.
Le village de Damkarko-Birgui possède une école primaire publique de trois classes et l'un des deux collèges d'enseignement général (CEG) du département accueillant principalement les élèves de Retkoulga. Le quartier de Damkarko I possède en revanche deux écoles primaires.